# Model shop
Model Shop es una película franco-estadounidense dirigida por Jacques Demy, producida por Columbia Pictures y estrenada en 1969. Es la última película de la trilogía iniciada con Lola y continuada con Los paraguas de Cherburgo.

## Sinopsis
En Los Ángeles, George Matthews, un arquitecto desempleado, se ve amenazado con la pérdida de su auto deportivo si no paga 100 dólares en un corto periodo de tiempo; Discute sobre esto con su amiga Gloria, que es más “realista” que él, y luego sale en busca del dinero.
Durante la búsqueda, llama a sus padres le dicen que recibió el llamado de conscripción para la guerra de Vietnam, después conoce a una mujer misteriosa (Lola). Un amigo músico le presta los 100 dólares que necesita, pero cuando descubre dónde trabaja lola, se gasta una parte del dinero ahí, una tienda de modelos en la que ella posa de manera erótica. Por la noche, regresa a la tienda de modelos para ver a Lola y pasan la noche juntos.
Al día siguiente, le entrega 75 dólares que le permitirán regresar a Francia. De regreso a casa, se despide de Gloria; intenta llamar a Lola, pero se entera de que ya se fue; al mismo tiempo, ve un camión con remolque que se lleva su coche.

## Ficha técnica
- Título : Model Shop
- Realización : Jacques Demy
- Guion : Jacques Demy
- Director de fotografía : Michel Hugo
- Música : Espíritu
- Producción : Corporación Columbia Pictures
- País de origen : Francia</img>  Francia,  Estados Unidos</img>  Estados Unidos
- Formato : Colores - 1.85:1 - monocromático
- Género : drama
- Duración : 85 minutos
- Fechas de lanzamiento :
  - Estados Unidos : 11 de febrero de 1969 (Nueva York) / 1 de abril de 1969
  - Francia : 14 de mayo de 1969

## Reparto
- Anouk Aimée : Lola
- Gary Lockwood :George Mateos
- Alexandra Hay :gloria
- Carol Cole : Bárbara (compañera de cuarto de Lola)
- Tom Holanda : Gerry (amigo de Gloria)
- Neil Eliot : Fred
- Duke Hobbie :David
- Craig Littler :Robar
- Jon Lawson : tony
- Jeanne Sorel : secretaria
- Jacqueline Mille : modelo n°1
- Anne Randall : modelo n°2

## Producción
Jacques Demy contactó a Harrison Ford, todavía desconocido, fue contactado por Jacques Demy para desempeñar el papel principal, prefiriendo la producción a Gary Lockwood, tras el éxito de 2001, Odisea en el espacio.